# Ousmane Camara (football)
Pour les articles homonymes, voir Camara et Ousmane Camara (homonymie).
Ousmane Camara est un footballeur international sénégalais, qui évoluait au poste de défenseur.

## Biographie

### Carrière en club
Ousmane Camara dit Men joue au Foyer de la Casamance dans les années 1960,.

### Carrière en sélection
Ousmane Camara joue en équipe du Sénégal au cours des années 1960 ; après un match amical contre le CA Peñarol le 29 avril 1964 à Dakar, il honore sa première sélection officielle le 18 avril 1965 à Bamako contre le Mali pour le compte des qualifications à la Coupe d'Afrique des nations de football 1965 et joue aussi le match retour le 5 mai de la même année à Dakar. Alassane Ndiae dit Allou, commentateur sportif sénégalais, le qualifie de « taciturne » et de « sangsue » sur son adversaire malien Idrissa Touré dit Nani, qu'il domine lors du match aller mais dont le duel tourne à l'avantage du Malien à Dakar au retour, les Sénégalais s'imposant néanmoins.
Il participe avec le Sénégal à la Coupe d'Afrique des nations de 1965 en Tunisie, en étant titulaire lors de tous les matchs ; le Sénégal se classe quatrième de l'épreuve. Il dispute ensuite un match amical contre la Guinée (défaite 5-0) le 6 mars 1966 et participe en novembre de la même année à une tournée de la sélection en Union soviétique et en Tchécoslovaquie, affrontant des clubs et une sélection B de la Tchécoslovaquie.